# Hawaii Five-0
Hawaii Five-0 (en español, Hawái Cinco-0 o Hawaii 5.0) es una serie de televisión de crimen y drama estadounidense, es un remake de la serie de televisión original de 1968-1980. La serie es producida por K/O Paper Products  y 101st Street Television en asociación con CBS Productions.
Hawaii Five-0 debutó en CBS, la misma cadena que emitió la versión original. Al igual que en la versión original, se sigue una unidad de élite de la policía estatal/grupo de trabajo creado para combatir la delincuencia en el estado de Hawái. Se estrenó el 20 de septiembre de 2010, 42 años después del estreno de la serie original, 20 de septiembre de 1968. El 21 de octubre de 2010, CBS anunció que Hawaii Five-0 tendría 24 episodios para una temporada completa.
El 23 de enero de 2011, la serie levantó el índice de audiencia más alto hasta la fecha, con el decimoquinto episodio de la primera temporada que dio 19.230.000 de espectadores en Estados Unidos. El 15 de mayo de 2011, la serie fue renovada para una segunda temporada, que se estrenó el 19 de septiembre de 2011. El 23 de agosto de 2012 la CBS renovó la serie para una tercera temporada. El 27 de marzo de 2013 la CBS renovó la serie para una cuarta temporada. El 13 de marzo de 2014 la CBS renovó la serie para una quinta temporada. El 11 de mayo de 2015 la CBS renovó la serie para una sexta temporada. El 25 de marzo de 2016 la CBS renovó la serie para una séptima temporada. El 25 de mayo de 2017 la serie fue renovada para una octava temporada. El 28 de febrero de 2020, se anunció que la serie terminaría después de 10 temporadas y 240 episodios con un final de temporada de dos episodios el 3 de abril de 2020.  Esto fue confirmado por el presidente de CBS Entertainment, Kelly Kahl.

## Argumento
La serie cubre las acciones de una pequeña unidad especial de la policía estatal creada por la gobernadora de Hawái, Pat Jameson, para investigar delitos graves en las islas. El equipo está encabezado por el Capitán Steve McGarrett, un ex Navy SEAL que investiga delitos que van desde el terrorismo hasta secuestro y asesinato. McGarrett elige como compañero al Inspector Danny Williams que recientemente ha sido trasladado de Nueva Jersey. McGarrett completa el equipo mediante la selección de un amigo del instituto, el Teniente Chin Ho Kelly, y su prima la Agente Kono Kalakaua y pedirá ayuda en varias ocasiones a la Teniente Catherine Rolllins. A partir de la quinta temporada se une al equipo  Lou Grover, un ex policía de la ciudad de Chicago, que en la temporada anterior era capitán del escuadrón SWAT de la Policía de Honolulu el cual tras un incidente fue despedido siendo recontratado por McGarrett. 
Cada episodio comienza con un crimen o un cuerpo, seguido por la asignación del crimen a la unidad ya sea por la misma gobernadora o su representante. El grupo de trabajo utiliza la autoridad de la oficina de la gobernadora para tener acceso a las escenas del crimen y las investigaciones con el Departamento de Policía de Honolulu teniendo inmunidad diplomática gracias a la gobernadora.

## Elenco

### Principales
- Alex O'Loughlin es el Comandante Steven "Steve" McGarrett II, USN, un ex Navy SEAL. Regresa a su estado natal, Hawái, luego de estar mucho tiempo en la Marina, vuelve para investigar el asesinato de su padre. La Gobernadora Jameson le da una oferta de liderar una unidad especial, con inmunidad y medios para atrapar a los asesinos de su padre. (temporada 1-10).

- Scott Caan es Daniel "Danny, Danno" Williams, un expolicía de Nueva Jersey sargento detective que es transferido al Departamento de  Policía de Honolulu cuando su exmujer se muda a Hawái con su hija. (temporada 1-10). A lo largo de la serie se vuelve en una inspiración para Steve y tienden a actuar como marido y mujer lo cual saca muchas burlas de sus compañeros.

- Chi McBride es Lou Grover capitán del SWAT, llega desde Chicago para comenzar una nueva vida junto con su familia en la isla, al principio choca con el 5.0, pero después se une a ellos. (temporada 4 recurrente; temporada 5-10).

- Meaghan Rath es Tani Rey, una exalumna aspirante a policía que fue expulsada de la Academia tras pegarle un puñetazo a su superior. Es reclutada en el 5.0 por Steve y Danny a partir de la temporada 8 tras la marcha de Chin y Kono. (Temporada 8-10).

- Beulah Koale es Junior Reigns un Navy SEAL, fue expulsado de la Marina, admira mucho a Steve, lo busca y le pide directamente trabajar en el 5.0, tras ayudarles en varios casos, consigue la placa. (temporada 8-10).

- Jorge García es Jerry Ortega un fanático de las teorías de la conspiración, ayuda al 5.0 en varios casos, consigue su puesto como asesor especial y también consigue la placa en la temporada 7. Al inicio de la temporada 10, renuncia al 5.0 para comenzar su carrera de escritor de su propio libro. (temporada 4 recurrente; temporada 5-10).

- Ian Anthony Dale es Adam Noshimuri, hijo de un millonario mafioso y antiguo jefe de la Yakuza Hiro Noshimuri. Tras la marcha de Kono Kalakaua y haber puesto fin a su matrimonio, Steve y Danny le piden que se una al 5.0.(temporadas 1-7 recurrente; temporada 8-10).

- Katrina Law es la sargento Quinn Liu, pero fue degradada a policía militar por insubordinación. Steve la recluta en el 5.0. (temporada 10)

- Michelle Borth es la Teniente Catherine "Cath" Rollins cuando se da a conocer en la serie es la casi pareja de nuestro protagonista Steve McGarrett, va pasando el tiempo y nos la presentan oficialmente como su novia, en el futuro Catherine marcha a Afganistán por una misión de quizás hasta años de duración y su relación termina en su despedida, en el futuro Catherine es vista en la serie otra vez como una invitada. (temporada 1, 6 recurrente; temporada 3-4, principal; temporadas 2, 7-10, invitada).

- Daniel Dae Kim es Chin Ho Kelly, un exoficial de policía de Honolulu obligado a renunciar tras ser acusado falsamente de corrupción. Steve lo invita a formar parte de su nueva unidad especial. Al final de la temporada 7, le ofrecen dirigir una unidad especial en San Francisco, finalmente acepta la oferta. (temporada 1-7).

- Grace Park es Kono Kalakaua, una recién graduada de la Academia de Policía de Honolulu y ex surfista profesional. Steve la recluta para terminar de formar su equipo. Al final de la temporada 7, toma una decisión que la hará cambiar su vida por completo. (temporada 1-7).

- Masi Oka es el médico forense de la unidad Dr. Max Bergman. Renuncia al 5.0 para cumplir su sueño de servir como médico voluntario en África. (temporada 1 recurrente; temporada 2-7; temporada 10 invitado).

- Lauren German es Lori Weston una agente de Seguridad a la Patria puesta por el gobernador Denning en el 5.0 para controlar a Steve. El Gobernador Denning la obliga a renunciar al 5.0 por no informarle de las malas acciones de Steve. (temporada 2)

- Kimee Balmilero es Noelani Cunha, una médica forense del departamento de policía de Honolulu. Toma el puesto tras la marcha de Max Bergman. (temporada 7 recurrente; temporada 8-10).

- Dennis Chun es el Sargento Duke Lukela, Jefe del departamento de policía de Honolulu. (temporada 2-7 recurrente; temporada 8-10).

- Taylor Wily es Kamekona Tupuola, ex-convicto, dueño de un restaurante de camarones, informante y amigo del 5.0. (temporada 1-7 recurrente; temporadas 8-10).

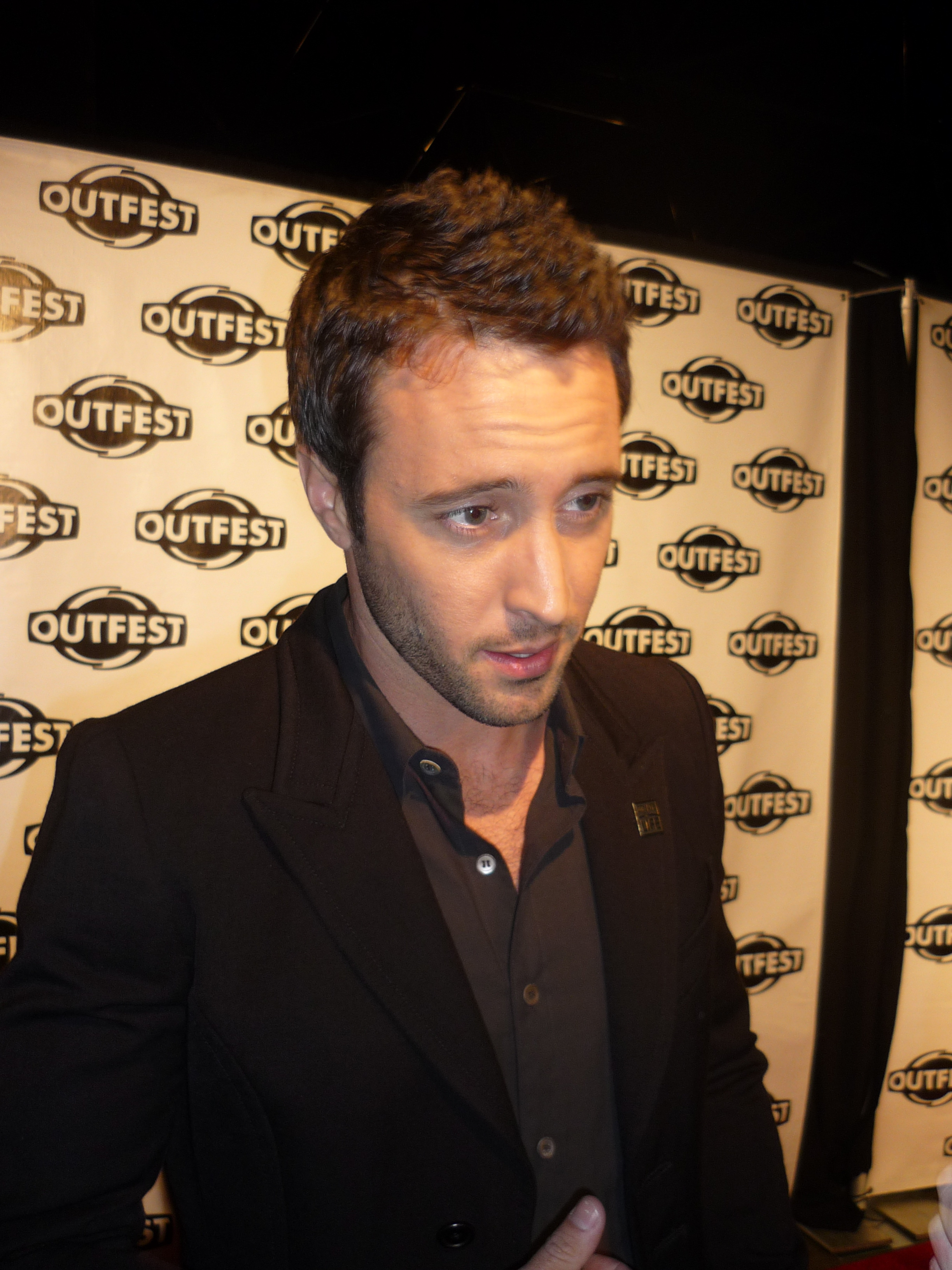
Alex O'Loughlin interpreta Steve McGarrett.
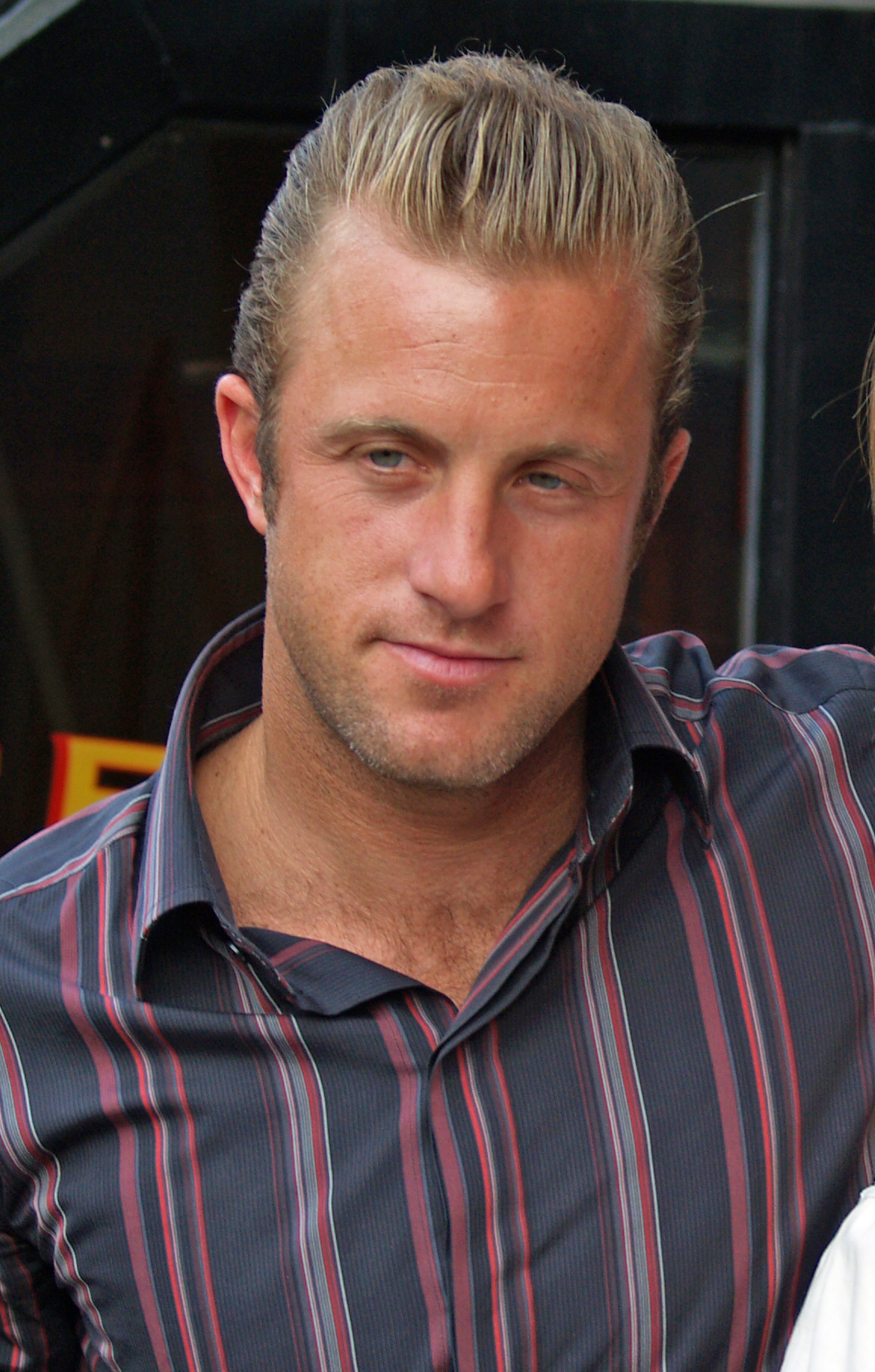
Scott Caan interpreta Danny Williams.
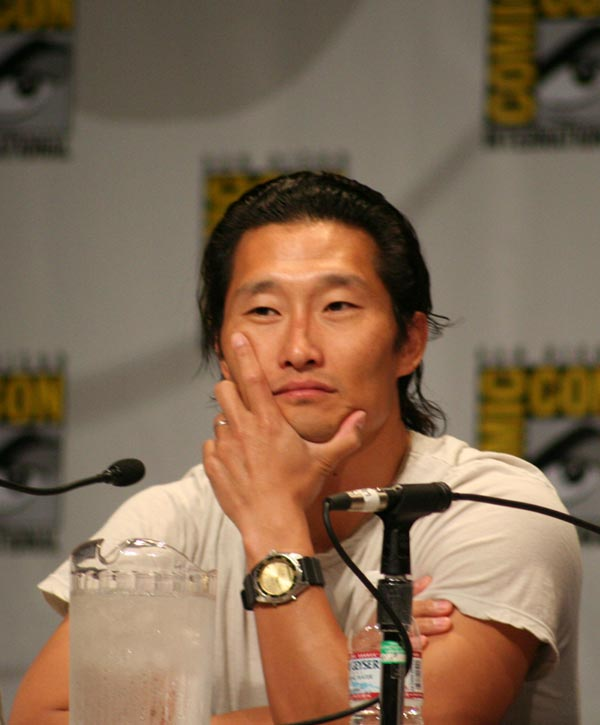
Daniel Dae Kim interpretó Chin Ho Kelly (temporada 1-7).
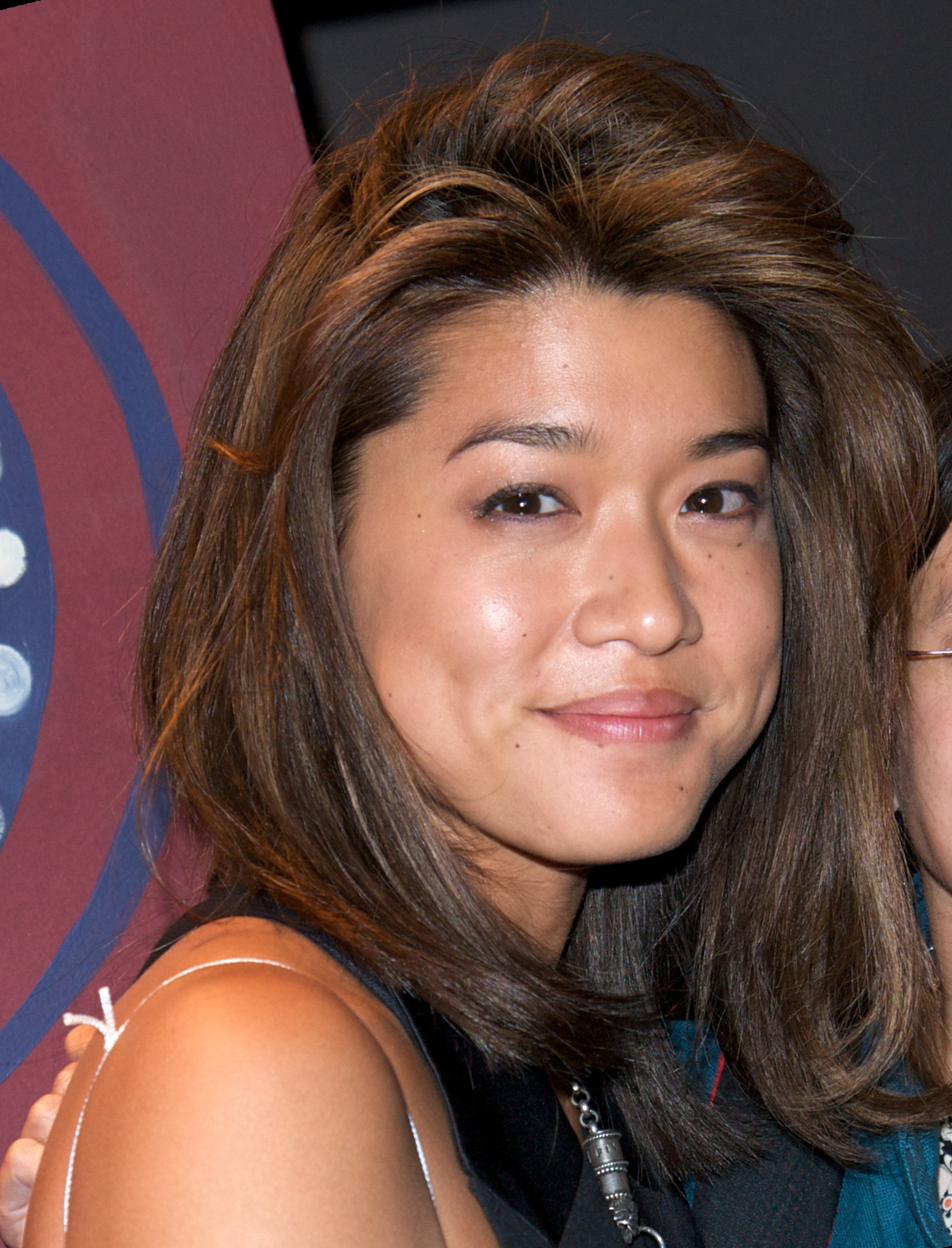
Grace Park interpretó Kono Kalakaoua (temporada 1-7).
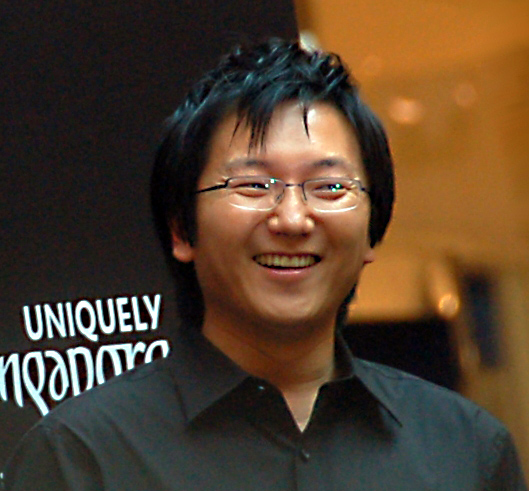
Masi Oka interpretó Max Bergman (temporada 1-7).

| Alex O'Loughlin  | Capitán Steve McGarrett          | Principal  | Principal  | Principal  | Principal  | Principal  | Principal  | Principal  | Principal | Principal | Principal |           |           |           |           |           |           |           |
| Scott Caan       | Inspector Danny "Danno" Williams | Principal  | Principal  | Principal  | Principal  | Principal  | Principal  | Principal  | Principal | Principal | Principal |           |           |           |           |           |           |           |
| Daniel Dae Kim   | Teniente Chin Ho Kelly           | Principal  | Principal  | Principal  | Principal  | Principal  | Principal  | Principal  |           |           |           |           |           |           |           |           |           |           |
| Grace Park       | Agente Kono Kalakaua             | Principal  | Principal  | Principal  | Principal  | Principal  | Principal  | Principal  |           |           |           |           |           |           |           |           |           |           |
| Masi Oka         | Doctor Max Bergman               | Recurrente | Principal  | Principal  | Principal  | Principal  | Principal  | Principal  |           |           | Invitado  |           |           |           |           |           |           |           |
| Lauren German    | Lori Weston                      |            | Principal  |            |            |            |            |            |           |           |           |           |           |           |           |           |           |           |
| Michelle Borth   | Teniente Catherine Rollins       | Recurrente | Invitada   | Principal  | Principal  | Invitada   | Recurrente | Invitada   | Invitada  | Invitada  | Invitada  |           |           |           |           |           |           |           |
| Chi McBride      | Capitán Lou Grover               |            |            |            | Recurrente | Principal  | Principal  | Principal  | Principal | Principal | Principal | Principal | Principal | Principal | Principal |           |           |           |
| Jorge García     | Asesor especial Jerry Ortega     |            |            |            | Recurrente | Principal  | Principal  | Principal  | Principal | Principal | Principal |           |           |           |           |           |           |           |
| Ian Anthony Dale | Adam Noshimuri                   |            | Recurrente | Recurrente | Recurrente | Recurrente | Recurrente | Recurrente | Principal | Principal | Principal | Principal | Principal | Principal | Principal | Principal | Principal | Principal |
| Meaghan Rath     | Agente Tani Rey                  |            |            |            |            |            |            |            | Principal | Principal | Principal | Principal | Principal | Principal | Principal | Principal | Principal | Principal |
| Beulah Koale     | Agente Junior Reigns             |            |            |            |            |            |            |            | Principal | Principal | Principal | Principal | Principal | Principal | Principal | Principal | Principal | Principal |
| Kimee Balmilero  | Allisoon                         |            |            |            | Invitado   |            |            |            |           |           |           |           |           |           |           |           |           |           |
| Kimee Balmilero  | Doctor Noelani Cunha             |            |            |            |            |            |            | Recurrente | Principal | Principal | Principal | Principal | Principal | Principal | Principal | Principal | Principal | Principal |
| Dennis Chun      | Sargento Duke Lukela             | Invitado   | Recurrente | Recurrente | Recurrente | Recurrente | Recurrente | Recurrente | Principal | Principal | Principal |           |           |           |           |           |           |           |
| Taylor Wily      | Kamekona Tupuola                 | Recurrente | Recurrente | Recurrente | Recurrente | Recurrente | Recurrente | Recurrente | Principal | Principal | Principal |           |           |           |           |           |           |           |
| Katrina Law      | Sargento Quinn Liu               |            |            |            |            |            |            |            |           |           | Principal |           |           |           |           |           |           |           |

### Secundarios
- Jean Smart es la Gobernadora Pat Jameson, asesinada por Wo Fat al final de la primera temporada.
- Claire van der Boom es Rachel Edwards, exesposa de Danny.
- Teilor Grubbs es Grace Williams, hija de Danny.
- Kelly Hu es Laura Hills, representante de seguridad pública de la Gobernadora Jameson, asesinada también al final de la temporada 1.
- Taryn Manning es Mary Ann McGarrett, hermana de Steve.
- Shawn Garnett es Flippa Tupuola.
- Will Yun Lee es Sang Min, convicto de Halawa.
- Willie Garson es Gerard Hirsch.
- Martin Starr es Adam "Toast" Charles.
- James Marsters es Víctor Hesse, asesino de John McGarrett, padre de Steve. Es asesinado por Wo Fat al inicio de la segunda temporada.
- Al Harrington es Mamo Kahike.
- Mark Dacascos es Wo Fat, el terrorista más buscado de todo Hawái. Ordenó el asesinato del padre de Steve, John McGarrett. Asesinado por Steve en la temporada 5.
- Terry O'Quinn es el Comandante Joe White, mentor de Steve en la marina. Se une al 5.0 cuando Steve es falsamente acusado de asesinar a la gobernadora Jameson.
- Richard T. Jones es el Gobernador Sam Denning quien toma el cargo después del homicidio de la Gobernadora Jameson.
- Andrew Lawrence es Eric Russo, un técnico del laboratorio para el Departamento de Policía de Honolulu y sobrino de Danny.
- Julie Benz es Abby Dunn una detective de San Francisco y novia de Chin.
- Larisa Oleynik es Genna Kaye, una ex-analista de la CIA, que engañó a Steve, haciéndole creer que ella también perseguía a Wo Fat, cuando en realidad ella era cómplice suya. Asesinada por Wo Fat en plena temporada 2.
- Christine Lahti es Doris McGarrett, madre de Steve. (Temporadas 3, 7 y 10).
- Chris Vance es Harry Langford. (temporada 7–10)
- Rosalind Chao es la Gobernadora Keiko Mahoe, nueva gobernadora de Hawái, tomando el relevo del gobernador Denning.
- Lance Gross es Lincoln Cole. (Temporada 10)
- William Sadler es John McGarrett, padre de Steve ( temporadas 1 y 5)

| Actor                 | Personaje            | Temporada  | Temporada  | Temporada  | Temporada  | Temporada  | Temporada  | Temporada  | Temporada  | Temporada  | Temporada  |
| Actor                 | Personaje            | 1          | 2          | 3          | 4          | 5          | 6          | 7          | 8          | 9          | 10         |
| --------------------- | -------------------- | ---------- | ---------- | ---------- | ---------- | ---------- | ---------- | ---------- | ---------- | ---------- | ---------- |
| Teilor Grubbs         | Grace Williams       | Recurrente | Recurrente | Recurrente | Recurrente | Recurrente | Recurrente | Recurrente |            | Invitada   |            |
| Mark Dacascos         | Wo Fat               | Recurrente | Recurrente | Recurrente | Invitado   | Invitado   |            |            |            | Invitado   | Invitado   |
| Larisa Oleynik        | Jenna Kaye           | Recurrente | Recurrente |            |            | Invitada   |            |            |            |            |            |
| Claire van der Boom   | Rachel Edwards       | Recurrente | Invitada   |            |            | Invitada   |            | Invitada   | Invitada   | Invitada   |            |
| James Marsters        | Victor Hesse         | Recurrente | Invitado   |            |            | Invitado   |            |            |            |            | Invitado   |
| Jean Smart            | Pat Jameson          | Recurrente |            |            |            |            |            |            |            |            |            |
| Will Yun Lee          | Sang Min             | Recurrente | Invitado   | Invitado   |            | Invitado   | Invitado   | Invitado   |            |            |            |
| Kelly Hu              | Laura Hills          | Recurrente |            |            |            |            |            |            |            |            |            |
| Brian Yang            | Charlie Fong         | Invitado   | Recurrente | Recurrente | Recurrente | Invitado   |            |            |            |            |            |
| Autumn Reeser         | Gabrielle Asano      |            | Recurrente | Invitada   | Invitada   |            |            |            |            |            |            |
| Reiko Aylesworth      | Malia Waincroft      | Invitada   | Recurrente | Invitada   | Invitada   |            |            |            |            |            |            |
| Richard T. Jones      | Sam Denning          |            | Recurrente | Invitado   | Invitado   |            |            |            |            |            |            |
| Terry O'Quinn         | Joe White            |            | Recurrente | Invitado   | Invitado   | Invitado   |            |            | Invitado   | Invitado   |            |
| Tom Sizemore          | Vincent Fryer        |            | Recurrente |            |            |            |            |            |            |            |            |
| William Baldwin       | Frank Delano         |            | Recurrente | Invitado   |            |            |            |            |            |            |            |
| Shawn Mokuahi-Garnett | Flippa               |            |            | Recurrente | Recurrente | Recurrente | Recurrente | Recurrente | Recurrente | Recurrente | Recurrente |
| Christine Lahti       | Doris McGarrett      |            |            | Recurrente |            |            |            | Invitada   |            |            | Invitada   |
| Daniel Henney         | Michael Noshimuri    |            |            | Recurrente |            |            |            |            |            |            |            |
| Justin Bruening       | Billy Harrington     |            |            | Invitado   | Recurrente |            |            |            |            |            |            |
| Melanie Griffith      | Clara Williams       |            |            |            | Recurrente |            | Invitada   |            |            |            |            |
| Paige Hurd            | Samantha Grover      |            |            |            | Recurrente | Invitada   | Invitada   | Invitada   | Invitada   |            |            |
| Shawn Thomsen         | Pua Kai              |            |            | Invitado   | Invitado   | Recurrente | Invitado   | Recurrente | Invitado   | Recurrente |            |
| Christopher Sean      | Gabriel Waincroft    |            |            |            | Invitado   | Recurrente | Recurrente |            |            |            |            |
| Amanda Setton         | Mindy Shaw           |            |            |            |            | Recurrente |            |            |            |            |            |
| Mirrah Foulkes        | Ellie Clayton        |            |            |            |            | Recurrente |            |            |            |            |            |
| Andrew Lawrence       | Eric Russo           |            |            | Invitado   |            |            | Recurrente | Recurrente | Recurrente | Invitado   |            |
| Keoka Kekumano        | Nahele Huikala       |            |            |            |            | Invitado   | Recurrente | Invitado   | Recurrente | Invitado   |            |
| Julie Benz            | Abby Dunn            |            |            |            |            |            | Recurrente | Invitada   |            |            |            |
| Willie Garson         | Gerard Hirsch        |            |            |            |            | Invitado   | Recurrente | Invitado   | Invitado   | Invitado   |            |
| Claire Forlani        | Alicia Brown         |            |            |            |            |            |            | Recurrente | Recurrente |            |            |
| Zach Sulzback         | Charlie Williams     |            |            |            |            | Invitado   | Invitado   | Recurrente | Invitado   | Recurrente | Invitado   |
| Chosen Jacobs         | Will Grover          |            |            |            |            |            | Invitado   | Recurrente | Invitado   | Invitado   |            |
| Elisabeth Röhm        | Madison Gray         |            |            |            |            |            |            | Recurrente |            |            |            |
| Londyn Silzer         | Sarah Waincroft Diaz |            |            |            |            |            | Invitada   | Recurrente |            |            |            |
| Christine Ko          | Jessie Nomura        |            |            |            |            |            |            |            | Recurrente |            |            |
| Kunal Sharma          | Koa Rey              |            |            |            |            |            |            |            | Recurrente | Invitado   |            |
| Rochelle Aytes        | Greer                |            |            |            |            |            |            |            |            | Recurrente |            |
| Kenji Higashi         | Fernando Chien       |            |            |            |            |            |            |            |            |            | Recurrente |

### Doblaje al español
| Personaje                          | Actor original       | Voz hispanoamericana             | Voz española              |
| ---------------------------------- | -------------------- | -------------------------------- | ------------------------- |
| Capitán de fragata Steve McGarrett | Alexander O'Loughlin | Igor Cruz                        | Eduardo del Hoyo          |
| Inspector Danny Williams           | Scott Caan           | Christian Strempler              | Guillermo Romero          |
| Teniente Chin Ho Kelly             | Daniel Dae Kim       | Irwin Daayán / Diego Estrada     | Juan Antonio Arroyo       |
| Agente Kono Kalakaua               | Grace Park           | Gabriela Guzmán / Andrea Soto    | Mar Bordallo              |
| Doctor Max Bergman                 | Masi Oka             | Carlos Hernández                 | Adolfo Moreno             |
| Sargento Duke Lukela               | Dennis Chun          | José Luis Miranda                | Antonio Villar            |
| Teniente Catherine Rollins         | Michelle Borth       | Rebeca Gómez                     | Inmaculada "Inma" Gallego |
| Kamekona Tupuola                   | Taylor Wily          | Leonardo García                  | Francisco Javier Martínez |
| Agente especial Lori Weston        | Lauren German        | Alma Juárez                      | Adelaida López            |
| Adam Noshimuri                     | Ian Anthony Dale     | Víctor Ugarte                    | Miguel Ángel Montero      |
| Jerry Ortega                       | Jorge García         | Manuel Campuzano                 | David Robles              |
| Capitán Lou Grover                 | Chi McBride          | Octavio Rojas / Santos Alberto   | Pedro Tena                |
| Agente Tani Rey                    | Meaghan Rath         | Gabriela Gris                    | Ana Jiménez               |
| Agente Junior Reigns               | Beulah Koale         | Gabriel Ortiz / Armando Guerrero | Iván Jara                 |
| Sargento Quinn Liu                 | Katrina Law          | Circe Luna                       |                           |

## Episodios
| Temporada | Temporada | Episodios | Episodios | Emisión original         | Emisión original   |
| Temporada | Temporada | Episodios | Episodios | Primera emisión          | Última emisión     |
| --------- | --------- | --------- | --------- | ------------------------ | ------------------ |
|           | 1         | 24        | 24        | 20 de septiembre de 2010 | 16 de mayo de 2011 |
|           | 2         | 23        | 23        | 19 de septiembre de 2011 | 14 de mayo de 2012 |
|           | 3         | 24        | 24        | 25 de septiembre de 2012 | 14 de mayo de 2013 |
|           | 4         | 22        | 22        | 27 de septiembre de 2013 | 9 de mayo de 2014  |
|           | 5         | 25        | 25        | 26 de septiembre de 2014 | 8 de mayo de 2015  |
|           | 6         | 25        | 25        | 25 de septiembre de 2015 | 13 de mayo de 2016 |
|           | 7         | 25        | 25        | 23 de septiembre de 2016 | 12 de mayo de 2017 |
|           | 8         | 25        | 25        | 29 de septiembre de 2017 | 18 de mayo de 2018 |
|           | 9         | 25        | 25        | 28 de septiembre de 2018 | 17 de mayo de 2019 |
|           | 10        | 22        | 22        | 27 de septiembre de 2019 | 3 de abril de 2020 |

## Producción

### Historia
La idea de volver a traer Hawaii Five-O a la televisión había sido objeto de examen antes de que la versión 2010 se anunciara. El primer intento fue un piloto de una hora para una nueva serie que se hizo en 1996, pero nunca se emitió, aunque algunos clips fueron encontrados años más tarde y están disponibles en línea. Producida y escrita por Stephen J. Cannell, que tenía la intención de tener en el elenco a estrellas como Gary Busey y Russell Wong como el nuevo equipo de Five-0. Dos versiones de por qué el piloto de 1996 no fue transmitido, miembro del elenco de Five-O, Kam Fong fue visto en el episodio a pesar de que fue asesinado durante el episodio final de la temporada 10 y Gary Busey fue diagnosticado con un tumor que se ha eliminado correctamente. El miembro del reparto original, James MacArthur regresó brevemente como Dan Williams, esta vez como gobernador de Hawaii, con cameos realizados por otros asiduos ex Five-O. Otro intento se hizo para convertir el proyecto en una película de Warner Bros., pero también fue desechado.
El 12 de agosto de 2008, la CBS anunció que traería Hawaii Five-O de nuevo a la programación para una temporada televisiva de 2009-2010. La nueva versión sería una secuela actualizada de hoy en día, esta vez centradose en torno a Steve McGarrett, lo que le sucede a su difunto padre, Steve (el personaje interpretado por Jack Lord en la serie original) como el jefe de la unidad. Ed Bernero, productor ejecutivo y productor ejecutivo de Mentes criminales, estaba para dirigir la nueva toma, que la calificó como "Hawaii Five-O, versión 2.0". También quería incorporar la mayor parte de los elementos icónicos de la original, incluyendo la frase "Book 'em, Danno" (traducido en doblaje español como "Empapélalo, Danno") en la nueva versión. Bernero, que era un fan de la original, y tenía un tono de llamada de la canción de la serie en su teléfono celular, siempre había querido traer de vuelta a la serie de televisión. Esta versión no fue más allá de la fase de guion.
En octubre de 2009, se anunció que Alex Kurtzman y Roberto Orci habían firmado el guion de un episodio piloto, y que Peter M. Lenkov serviría como productor ejecutivo de la serie. Kurtzman y Orci decidieron reiniciar el concepto original similar a su trabajo en la película de 2009, Star Trek XI, en lugar de una secuela de la serie original. La producción y rodaje del episodio piloto de dio en Honolulu y alrededores de febrero a abril de 2010. 
El 17 de mayo de 2010, la versión de Hawaii Five-O fue emitida por la cadena CBS, que la tenía prevista para el lunes por la noche en el horario de 10 a 11. La noticia fue buena para el estado de Hawái, que esperaba que la nueva versión sea como una bomba de nueva vida en la economía. La producción del resto de la primera temporada se inició en junio de 2010. El 24 de junio de 2010, los productores anunciaron que utilizarían el almacén en el antiguo edificio de Honolulu Advertiser como el estudio acústico oficial de la serie a partir de julio de 2010.

### Casting
En febrero de 2010, se anunció que Daniel Dae Kim había sido elegido para interpretar a Chin Ho Kelly, un expolicía entrenado por el padre de Steve McGarrett. Fue el primer actor del reparto del remake. Varios días más tarde, Alex O'Loughlin fue escogido para interpretar a Steve McGarrett, el hijo de John McGarrett un expolicía (interpretado por William Sadler), después los productores decidieron reiniciar la serie y hacer al júnior McGarrett un SEAL de la Marina y optó por el nombre de John, para el padre de Steve en honor a Jack Lord, la estrella de la serie original. Los productores le rinden homenaje a la serie original, haciendo una de las aficiones de Steve igual a la de su padre de 1974 Mercury Marquis, ya que en realidad es el último coche original que la estrella Jack Lord usó en la serie original. La actriz Grace Park fue anunciada más tarde como la detective novata Kono Kalakaua, y Scott Caan fue anunciado como Danny "Danno" Williams. En el elenco recurrente están Jean Smart como la gobernadora Pat Jameson y Masi Oka como el médico forense Max Bergman. TVGuide.com informó que CBS tenía planes de agregar un nuevo personaje regular, actualmente en el reparto, que aparecerá en el episodio 17.
Es de destacar que las apariencias recurrente están compuestas por los miembros sobrevivientes del elenco original, Al Harrington interpreta a un amigo de McGarrett, Mamo Kahike. Dennis Chun, quien tuvo papeles distintos como invitado en la serie original y es hijo de Kam Fong, quién interpetó a Chin Ho Kelly en la serie original, también tiene un papel recurrente como el sargento Duke Lukela, del Departamento de Policía de Honolulu. 

### Música
Hawaii Five-0 utiliza la canción original de la serie compuesta por Morton Stevens. Los críticos recibieron una copia temprana del piloto con un sintetizador de guitarra y la versión basada en el tema. Después de la reacción negativa que se propagó rápidamente en línea a la canción reelaborada, Kurtzman dijo que él y otros se dieron cuenta de que el cambio de la música fue un error, e hizo arreglos con músicos de estudio, incluidos los tres que habían trabajado en la original de 1968, para volver a grabar el tema "tal y como era", con la excepción de reducirse a 30 segundos de su longitud original de unos 60 segundos. La música instrumental original está compuesta por Brian Tyler y Keith Power.

## Recepción
El 19 de mayo de 2010, The Honolulu Advertiser ofrece una opinión sobre la nueva versión: "Un guion inteligente, valores mancha de producción y tal vez un toque de nostalgia tiene el remake de Hawaii Five-O puesto en el cartel de la CBS en horario estelar en el otoño, pero se necesitará más de Beefcake y un tema remezclado para mantener el programa al aire". La nota también señaló que "los tiempos han cambiado desde que el original salió del aire, citando a otros programas que se establecieron en Hawái que han ido y venido". Expresó la esperanza de que los productores tendrán éxito en traer una nueva vida al título de este remake.
El estreno fue visto por 14.20 millones de telespectadores en los Estados Unidos y recibió una calificación de 3.9 entre Adultos 18-49. La serie ha recibido en su mayoría críticas positivas, anotando un cabo de 65 de 100 en Metacritic a partir del 12 de octubre de 2010.
Hawaii Five-0 también ganó el "nueva serie de televisión dramática favorita" en los Premios People's Choice el 5 de enero de 2011.

## Emisiones internacionales
- Canadá: Global Television Network y CJON-TV estrenó la serie al mismo tiempo que el estreno en los Estados Unidos.[34]
- Australia: Network Ten la estrenó  30 de enero de 2011. La versión original fue presentada en Nine Network.[35]
- Bulgaria: Nova Television estrenó la serie el 4 de enero de 2011, la serie original nunca se vio en Bulgaria.
- Países Bajos:  Veronica la estrenó el 17 de enero.
- España: FOX la estrenó el 18 de enero. Cuatro la estrenó el 21 de junio y se reimite en Energy y FDF los tres últimos del grupo Mediaset España.
- Finlandia: Nelonen la estrenó el 2 de febrero de 2011.
- Latinoamérica: Liv la estrenó el 20 de octubre de 2010 para toda Latinoamérica. El 26 de octubre de 2011 estrenó la segunda temporada. Investigation Discovery continua la emisión iniciada por este, desde el 9 de julio de 2012. Actualmente la transmite AXN.

- México: Azteca 7 la estrenó el 30 de mayo de 2011.[36]
- Puerto Rico: Wapa TV la estrenó en febrero de 2011.
- Chile: UCV Televisión la estrenó en marzo de 2011.
- Venezuela: Venevisión la estrenó el 3 de agosto de 2011. Estrenó la 2.ª temporada el 10 de julio de 2012.
- El Salvador: Canal 6 la estrenó el 15 de mayo de 2011.
- Ecuador: Ecuavisa se estrenó el 11 de septiembre de 2011.
- Colombia: Citytv la estrenó en septiembre de 2011.
- Costa Rica: Teletica la estrenó el 26 de octubre de 2011.
- Perú: América Televisión la estrenó el 9 de abril de 2012. Desde el 2020 está siendo emitido, los fines de semana por Global Televisión
- Uruguay: Teledoce la estrenó en febrero de 2012. hasta hoy en día
- Paraguay: SNT la estrenó en marzo de 2014 hasta el presente.
- Argentina: Canal 9 continúa esta serie. Desde el 8 de mayo de 2016.
- Panamá: TVMax.

## Cruces con otras series
Hawaii Five-0 tuvo un crossover con la serie NCIS: Los Ángeles, dividiéndose en dos partes entre el episodio "Pa Make Loa" de Hawaii Five-0 y el episodio "Touch of Death" de NCIS: Los Ángeles, y con la nueva versión de Magnum P.I., también dividiéndose en dos partes entre el episodio "Ihea 'oe i ka wa a ka ua e loku ana?" de Hawaii Five-0 y el episodio "Desperate Measures" de Magnum P.I. También la nueva versión de MacGyver tiene un crossover con Hawaii Five-0 en el episodio "Flashlight".